# 빌로우 유토피아
《빌로우 유토피아》(Below Utopia 또는 Body Count)는 미국에서 제작된 커트 보스 감독의 1997년 드라마, 스릴러 영화이다. 알리사 밀라노 등이 주연으로 출연하였고 리사 M. 핸슨 등이 제작에 참여하였다.

## 출연
- 알리사 밀라노 - 수잔 역[3]
- 저스틴 서룩스 - 대니얼 베커트 역[2]
- 아이스-티 - 짐 역
- 토미 타이니 리스터 - Tiny 역
- 로버트 파인 - 윌슨 삼촌 역
- 마타 크리스튼 - 매릴린 베커트 역[4]

## 기타
- 공동제작: 캐터레인 넬
- 미술: 세실 젠트리
- 의상: 애니타 카바다
- 배역: 파에드라 해리스